# Maksim Bets
Maksim Nikolaïevitch Bets - en russe :  Максим Николаевич Бец (Maksim Nikolaevič Bec) et en anglais : Maxim Bets - (né le 8 mai 1974 à Tcheliabinsk en URSS) est un joueur professionnel russe de hockey sur glace. Il évolue au poste d'ailier.

## Biographie

### Carrière en club
En 1991, il débute avec le Traktor Tcheliabinsk dans la MHL. Il part en Amérique du Nord pour évoluer deux saisons dans la Ligue de hockey de l'Ouest avec les Chiefs de Spokane. Il est choisi au cours du repêchage d'entrée 1993 dans la Ligue nationale de hockey par les Blues de Saint-Louis en 2e ronde en 37e position. Il joue son premier match dans la LNH avec les Mighty Ducks d'Anaheim face aux Oilers d'Edmonton le 8 avril 1994. Il revient en Russie en 2000. Il a remporté la Ligue européenne de hockey 2000 avec le Metallourg Magnitogorsk, la Coupe du Kazakhstan 2007 avec le Kazakhmys Satpaïev. Il met un terme à sa carrière en 2009.

### Carrière internationale
Il a représenté la Russie en sélection jeune.

## Statistiques
| Saison     | Équipe                  | Ligue         |    | Saison régulière | Saison régulière | Saison régulière | Saison régulière | Saison régulière |    | Séries éliminatoires | Séries éliminatoires | Séries éliminatoires | Séries éliminatoires | Séries éliminatoires |
| Saison     | Équipe                  | Ligue         | PJ | B                | A                | Pts              | Pun              | PJ               | B  | A                    | Pts                  | Pun                  |                      |                      |
| 1991-1992  | Traktor Tcheliabinsk    | Superliga     | 25 | 1                | 1                | 2                | 8                |                  |    |                      |                      |                      |                      |                      |
| 1992-1993  | Chiefs de Spokane       | LHOu          | 54 | 49               | 57               | 106              | 130              | 9                | 5  | 6                    | 11                   | 20                   |                      |                      |
| 1993-1994  | Chiefs de Spokane       | LHOu          | 63 | 46               | 70               | 116              | 111              | 3                | 1  | 1                    | 2                    | 12                   |                      |                      |
| 1993-1994  | Mighty Ducks d'Anaheim  | LNH           | 3  | 0                | 0                | 0                | 0                | --               | -- | --                   | --                   | --                   |                      |                      |
| 1993-1994  | Gulls de San Diego      | LIH           | -- | --               | --               | --               | --               | 9                | 0  | 2                    | 2                    | 0                    |                      |                      |
| 1994-1995  | Gulls de San Diego      | LIH           | 36 | 2                | 6                | 8                | 31               | --               | -- | --                   | --                   | --                   |                      |                      |
| 1994-1995  | IceCats de Worcester    | LAH           | 9  | 1                | 1                | 2                | 6                | --               | -- | --                   | --                   | --                   |                      |                      |
| 1995-1996  | IceCaps de Raleigh      | ECHL          | 9  | 0                | 4                | 4                | 6                | 4                | 0  | 0                    | 0                    | 0                    |                      |                      |
| 1995-1996  | Bandits de Baltimore    | LAH           | 34 | 5                | 5                | 10               | 18               | --               | -- | --                   | --                   | --                   |                      |                      |
| 1996-1997  | CSKA Moscou             | Superliga     | 16 | 3                | 2                | 5                | 12               |                  |    |                      |                      |                      |                      |                      |
| 1997-1998  | Traktor Tcheliabinsk    | Superliga     | 35 | 12               | 9                | 21               | 16               |                  |    |                      |                      |                      |                      |                      |
| 1998-1999  | Metchel Tcheliabinsk    | Superliga     | 41 | 12               | 19               | 31               | 57               | 3                | 0  | 1                    | 1                    | 2                    |                      |                      |
| 1999-2000  | Metallourg Magnitogorsk | Superliga     | 36 | 3                | 5                | 8                | 24               |                  |    |                      |                      |                      |                      |                      |
| 2000-2001  | Metchel Tcheliabinsk    | Superliga     | 35 | 9                | 12               | 21               | 36               |                  |    |                      |                      |                      |                      |                      |
| 2001-2002  | Severstal Tcherepovets  | Superliga     | 34 | 7                | 11               | 18               | 18               |                  |    |                      |                      |                      |                      |                      |
| 2002-2003  | Molot Prikamie Perm     | Superliga     | 28 | 2                | 5                | 7                | 14               | --               | -- | --                   | --                   | --                   |                      |                      |
| 2002-2003  | Krylia Sovetov          | Superliga     | 9  | 0                | 0                | 0                | 8                | --               | -- | --                   | --                   | --                   |                      |                      |
| 2003-2004  | Metchel Tcheliabinsk    | Vyschaïa liga | 49 | 8                | 25               | 33               | 24               | 12               | 1  | 4                    | 5                    | 8                    |                      |                      |
| 2004-2005  | Metchel Tcheliabinsk    | Vyschaïa liga | 47 | 9                | 14               | 23               | 20               | 8                | 2  | 0                    | 2                    | 6                    |                      |                      |
| 2005-2006  | Metchel Tcheliabinsk    | Vyschaïa liga | 43 | 13               | 20               | 33               | 32               |                  |    |                      |                      |                      |                      |                      |
| 2005-2006  | Traktor Tcheliabinsk    | Vyschaïa liga | 7  | 1                | 4                | 5                | 6                | 11               | 1  | 3                    | 4                    | 8                    |                      |                      |
| 2006-2007  | Kazakhmys Satpaïev      | Vyschaïa liga | 44 | 9                | 11               | 20               | 54               |                  |    |                      |                      |                      |                      |                      |
| 2006-2007  | Kazakhmys Satpaïev      | Kazakhstan    | 24 | 10               | 8                | 18               | 10               |                  |    |                      |                      |                      |                      |                      |
| 2007-2008  | Metchel Tcheliabinsk    | Vyschaïa liga | 36 | 6                | 7                | 13               | 28               |                  |    |                      |                      |                      |                      |                      |
| 2008-2009  | HK Gazprom-OSU          | Vyschaïa liga | 55 | 8                | 18               | 26               | 36               |                  |    |                      |                      |                      |                      |                      |
| Totaux LNH | Totaux LNH              | Totaux LNH    | 3  | 0                | 0                | 0                | 0                |                  |    |                      |                      |                      |                      |                      |